# 井上剛 (声優)
 井上 剛 （いのうえ ごう、1978年4月19日 - ）は、日本の男性声優。佐賀県佐賀市出身。シグマ・セブン所属。

## 略歴
学生時代からゲームが好きで、家庭用ゲームが普及し始めていた中学生の頃、ゲームにボイスが追加され、職業としての声優を知り、自分が出たゲームをやってみたいとの思いから声優を志す。佐賀県立佐賀東高等学校卒業後、東京のアミューズメントメディア総合学院に進学・卒業した。
専門学校進学後、周囲を見渡せば演劇経験のある人物ばかりで、「早まったな…」と痛感していたが、ひたすら練習に励んでいた。かなりの心配性で、練習は深夜までに及んでいた。自身の声は「特徴がない」と落ち込むこともあったが、2022年時点では「今はそんなことないと言える。色んな声があっていい」と思った。
スターダス・21を経て、シグマ・セブン所属となった。
『Axis powers ヘタリア』でスペインを演じ、2010年サッカーワールドカップでスペインが優勝した際に井上のTwitterに多数の祝福の言葉が送られた。

## 人物
5人兄妹の次男で兄、弟、2人の妹がいる。
資格は原付免許。特技は暗記、徹夜。趣味はビリヤード、ゲーム。

## 出演
太字はメインキャラクター。

### テレビアニメ
2005年
- CLUSTER EDGE（カルセドニー・レニエル / カールス）

2006年
- ゼロの使い魔（マニカン）
- NARUTO -ナルト-（邪光）

2007年
- 結界師（翡葉京一）

2008年
- ヴァンパイア騎士 Guilty（警備の男）
- 絶対可憐チルドレン（隊員）
- テイルズ オブ ジ アビス（フリングス）
- 乃木坂春香の秘密（カメコA）
- 伯爵と妖精（手下A）

2009年
- 犬夜叉 完結編（樵）
- クイーンズブレイド 玉座を継ぐ者（客）
- 神曲奏界ポリフォニカ クリムゾンS（生徒B）
- 涼宮ハルヒの憂鬱（2009年版）（お面屋のおじさん）
- 聖剣の刀鍛冶（騎士）
- DARKER THAN BLACK -流星の双子-（オペレーター）
- 初恋限定。（ボーズ君）
- 東のエデン（AKX20000）
- ミチコとハッチン
- メタルファイト ベイブレード（2009年 - 2011年、フェイスハンターズB、村人2、ブレーダーB、ジャンゴ、アン 他） - 3シリーズ
- 遊☆戯☆王5D's（シド）
- よくわかる現代魔法（会社員）

2010年
- いちばんうしろの大魔王（男）
- 俺の妹がこんなに可愛いわけがない（2010年 - 2013年、三浦絃之介、謎の痛チャリオーナー、オタクA） - 3シリーズ
- さらい屋 五葉（竜）
- 侵略!イカ娘（客）
- 聖痕のクェイサー（男子生徒2）
- 閃光のナイトレイド
- 戦う司書 The Book of Bantorra（ラジオの声）
- 薄桜鬼（土佐藩士、三沢） - 2シリーズ
- HEROMAN（ジャン、兵士、スクラッグ兵、客、メイ 他）
- FORTUNE ARTERIAL 赤い約束（上級生）
- 毎日かあさん（北川さん）

2011年
- 青の祓魔師（2011年 - 2025年、稲荷神ミケ、警備員A、虫豸、宝ねむ〈パペット〉、御饌津 他） - 4シリーズ
- うさぎドロップ（川村）
- 君と僕。（男子生徒1、男子生徒）
- GOSICK -ゴシック-（葬儀屋B、店員、人夫、生徒A、船員）
- 侵略!?イカ娘（男性客B、体操のお兄さん、男）
- STAR DRIVER 輝きのタクト（科学ギルドオペレーター）
- TIGER & BUNNY（スカイハイ / キース・グッドマン）
- BLOOD-C（住民）
- BLEACH（隊員、隊士）
- ブレイド（警備員）
- ベン・トー（部員B）
- マケン姫っ!（2011年 - 2014年、栗傘塊、小林英、警官、コダマファンクラブA） - 2シリーズ
- 47都道府犬（佐賀犬）
- よんでますよ、アザゼルさん。（着ぐるみA、ネパール）
- Rio RainbowGate!（マイケル、客B、客E、客F、客C）

2012年
- Another（王子誠）
- 機動戦士ガンダムAGE（オーデック・ヤダン、カール・ドーソン、士官、ヴェイガン兵士）
- 黒子のバスケ（2012年 - 2015年、土田聡史、白金永治） - 3シリーズ
- ダンボール戦機W（少年）
- Fate/Zero 2ndシーズン（仰木）

2013年
- アラタカンガタリ〜革神語〜（クグラ）
- カードファイト!! ヴァンガード（2013年 - 2020年、千里ガン） - 2シリーズ
- Super Seisyun Brothers -超青春姉弟s-（ナレーション）
- デート・ア・ライブ（2013年 - 2024年、川越恭次） - 5シリーズ
- ビーストサーガ（ビッグセロウ、アバンナレーション）
- 問題児たちが異世界から来るそうですよ?（ルイオス）

2014年
- 神撃のバハムート GENESIS（カイザル・リドファルド）
- ディスク・ウォーズ:アベンジャーズ（スター・ロード）
- NARUTO -ナルト- 疾風伝（うちはマダラ〈少年期〉）
- 鬼灯の冷徹（2014年 - 2018年、小野篁） - 3シリーズ
- 魔法科高校の劣等生（男子風紀委員）

2015年
- うわばきクック（塵取りくん）
- キュートランスフォーマー 帰ってきたコンボイの謎（プロール） - 2シリーズ
- 新妹魔王の契約者（早瀬高志）

2016年
- 機動戦士ガンダムUC RE:0096（ボラード）
- D.Gray-man HALLOW（コムイ・リー）
- ドリフターズ（セム）
- 名探偵コナン（2016年 - 2022年、登川春臣、河西治彦、巻浦建）

2017年
- CHAOS;CHILD（渡部友昭）
- 神撃のバハムート VIRGIN SOUL（カイザル・リドファルド）
- 僕のヒーローアカデミア（2017年 - 2024年、ステイン、カメラマン、宮城大角） - 4シリーズ
- 結城友奈は勇者である -鷲尾須美の章-
- いぬやしき（演説する男）

2018年
- されど罪人は竜と踊る（ジェノン）
- つくもがみ貸します（勝三郎）
- ゾンビランドサガ（2018年 - 2021年、社員、チェキ会スタッフ、MC、ラジオ音声） - 2シリーズ

2019年
- どろろ（男）
- かつて神だった獣たちへ（アビー / ヒドラ）

2020年
- THE GOD OF HIGH SCHOOL ゴッド・オブ・ハイスクール（ナ・ギドン）
- パズドラ（ゴウ）
- 体操ザムライ（トム）

2021年
- 新幹線変形ロボ シンカリオンZ（安城シナノ）

2023年
- THE MARGINAL SERVICE（ダニー）
- 呪術廻戦 懐玉・玉折/渋谷事変（祢木利久）

2024年
- 戦隊大失格（ブルーキーパー〈青嶋庄吾〉）

2025年
- ヴィジランテ-僕のヒーローアカデミア ILLEGALS-（スタンダール）
- 真・侍伝 YAIBA（佐々木小次郎）
- 薬屋のひとりごと（若い子昌）

### 劇場アニメ
2002年
- 劇場版∀ガンダムI 地球光

2010年
- 劇場版BLEACH 地獄篇
- 東のエデン 劇場版II Paradise Lost（弘瀬悠大）
- 銀幕ヘタリア Axis Powers Paint it, White(白くぬれ!)（スペイン）

2011年
- トワノクオン（オペレーター1）

2012年
- 青の祓魔師 ―劇場版―（祓魔師）
- 劇場版 TIGER & BUNNY -The Beginning-（スカイハイ / キース・グッドマン）

2014年
- 劇場版 TIGER & BUNNY -The Rising-（スカイハイ / キース・グッドマン）
- 聖闘士星矢 Legend of Sanctuary（獅子座のアイオリア）

2015年
- 劇場版デート・ア・ライブ 万由里ジャッジメント（川越）

2017年
- 劇場版 黒子のバスケ LAST GAME（土田聡史）
- 結城友奈は勇者である -鷲尾須美の章- 第3章「やくそく」

### OVA
2006年
- CLUSTER EDGE Secret Episode（カルセドニー・レニエル）

2009年
- OAD のだめカンタービレ Lesson79（男性メンバーC）

2011年
- xxxHOLiC・籠 あだゆめ（アヤカシ）
- 機動戦士ガンダムUC（ボラード）
- デッドマン・ワンダーランド（巡査）
- .hack//Quantum（ギルドメンバー）

2014年
- 新テニスの王子様 OVA vs Genius10（秋庭紅葉）

### Webアニメ
2000年代
- ヘタリア Axis Powers（2009年、スペイン、黒マントの男、上司、島民、司教様）

2010年代
- ヘタリア World Series（2010年 - 2011年、スペイン、兵士、兵士A、中国上司、スパイのハワード、男、水戸博士、くじら）
- 俺の妹がこんなに可愛いわけがない（2011年 - 2013年、三浦絃之介〈謎の痛チャリオーナー〉） -  2シリーズ
- ヘタリア The Beautiful World（2013年、スペイン）
- ヘタリア The World Twinkle（2015年、スペイン猫）
- 佐賀県を巡るアニメーション「おかえり 故郷の唐津」（2017年、有田陽平）
- ガンダムビルドダイバーズRe:RISE（2019年 - 2020年、クガ・オサム） - 2シリーズ

2020年代
- ヘタリア World★Stars（2021年、スペイン、ブルガリア、ラジオ、上司、有識者）
- Pokémon Evolutions（2021年、プラターヌ博士）
- TIGER & BUNNY 2（2022年、キース・グッドマン / スカイハイ）
- 鎮西八郎為朝（2022年 - 2023年、三町つぶての紀平次）

### ゲーム
2004年
- スーパーロボット大戦GC（反乱兵）

2005年
- 第3次スーパーロボット大戦α 終焉の銀河へ（ファトム・モエラ、ゴラム 他）
- 龍が如く

2006年
- クラスターエッジ 〜君を待つ未来への証〜（カルセドニー・レニエル）
- スーパーロボット大戦XO（反乱兵）

2007年
- SIMPLE2000シリーズ Vol.114 THE 女岡っピチ捕物帳 〜お春ちゃんGOGOGO!〜（春風春之介）
- スーパーロボット大戦OG ORIGINAL GENERATIONS（ラウル・グレーデン）
- スーパーロボット大戦OG外伝（ラウル・グレーデン）

2009年
- メタルファイト ベイブレード ガチンコスタジアム（熊手ツヨシ）

2010年
- たのだん（レクサス）
- 二ノ国 漆黒の魔導士（ジャボー〈青年〉）

2011年
- グラナド・エスパダ（クルーズ）
- 二ノ国 白き聖灰の女王（ナシウス）

2012年
- 俺の妹がこんなに可愛いわけがない ポータブルが続くわけがない（部長）
- 黒子のバスケ（2012年 - 2015年、土田聡史） - 3作品
- 第2次スーパーロボット大戦OG（ラウル・グレーデン）
- バイオハザード オペレーション・ラクーンシティ（ローンウルフ）

2013年
- 裏語 薄桜鬼（吉田松陰）
- 黒白〜コクハク〜（鼠）
- スーパーロボット大戦UX（スクラッグ兵士、キメラ）
- TIGER & BUNNY 〜HERO'S DAY〜（スカイハイ / キース・グッドマン）

2014年
- 裏語 薄桜鬼 〜暁の調べ〜（吉田松陰）
- CHAOS;CHILD（渡部友昭）
- グランブルーファンタジー（2014年 - 2024年、ノイシュ、カイザル）
- 神撃のバハムート（カイザル・リドファルド）
- 第3次スーパーロボット大戦Z 時獄篇
- NAtURAL DOCtRINE（イフ）
- プリンスPia♥キャロット（山内舞人） - 2作品

2015年
- カレイドイヴ（葉山真司）
- スーパーロボット大戦BX
- プリンセスコネクト!（マサキ）
- 夢王国と眠れる100人の王子様（藤目）

2016年
- スーパーロボット大戦OG ムーン・デュエラーズ（ラウル・グレーデン）

2018年
- プリンセスコネクト！Re:Dive（マサキ）
- 僕のヒーローアカデミア One's Justice（ステイン）

2020年
- 僕のヒーローアカデミア One's Justice 2（ステイン）

2021年
- 異世界に転生したら伝説の勇者（受）でした!?（フリートヘルム）
- 僕のヒーローアカデミア ULTRA IMPACT（ステイン）

2022年
- 刀剣乱舞無双（石田三成）
- 共闘ことばRPG コトダマン（スカイハイ）
- モンスターストライク（キース / スカイハイ）

### ドラマCD
- 蟹工船（水夫頭 鈴木）
- CLUSTER EDGE 〜未来へ…〜（カルセドニー・レニエル）
- 黒子のバスケ DRAMA THEATER 1st GAMES（土田聡史）
- ケモノキングダム 〜ZOO〜（カピバラ）
- 〆切様におゆるしを（ネームの精霊・イナバさん）
- スーパーロボット大戦OG×無限のフロンティア スペシャルドラマ&サウンドトラックDisc（シャドウミラー兵B、オペレーターC）
- 初恋限定。 ドラマCD「虹色ドロップ」（男子2）
- 遙かなる時空の中で4 〜天空の書〜（密偵）
  - 遙かなる時空の中で4 〜大地の書〜（海賊）
- ヘタリア シリーズ
  - ヘタリア キャラクターCD Vol.5 フランス（スペイン）
  - ヘタリア キャラクターCD Vol.6 アメリカ（宇宙人）
  - ヘタリア キャラクターCD Vol.8 中国（日的猫公司、社長）
  - ヘタリア ドラマCD インターバルVol.1「俺様CD」（スペイン）
  - ヘタリア ドラマCD インターバルVol.2「親分CD」（スペイン）
  - ドラマCD ヘタリア×羊でおやすみシリーズ Vol.6（スペイン）
- 勾玉花伝 巫女姫様とさくらの契約（ヤヒコ）
- メガネブ! ドラマCD Vol.3 愛か世界かスケスケメガネか?!（鈴木徹）
- ドラマCD「ラヴヘブン」第2巻（ルーベンス）

#### BLCD
- オマケの王子様（パトリック/ウォーリック公）
- コルセーア〜月を抱く海〜（ハディ）
- SASRA 2（コモドゥス）
- 砂楼の花嫁（ザーランド）
- 執事の受難と旦那様の秘密〈上〉（ブラウン）
- その手の熱を重ねて（木田,古賀月照,駅員）
- 仁義VS堅気 2（田辺ヤスオ）
- SIMPLEX（ケラー）
- セカンド・セレナーデ（掛川進）
- セブンデイズ（二年男子部員）
- DEADSHOT（リッキー）
- 姫君の輿入れ（友人）
- 恋惑星へようこそ

### 吹き替え

#### 映画
- 愛さずにはいられない
- アトランティック・プロジェクト（ハーシュ）
- アフロサッカー
- アルマゲドン2009（シェーン）
- ウェス・クレイヴン's カースド（ジミー）
- 家族のかたち（ドーナッツ）
- 30デイズ・ナイト（ジェイク・オルソン）
- ザ・スピリッツ（ユァンジア）
- 幸せのちから（インターン）※ソフト版
- 少林武王（皇帝）
- ストリッパー パリ18区（フランク）
- 沈黙の宿命（ブレット・ラドナー）
  - 沈黙の啓示
  - 沈黙の弾痕
  - 沈黙の挽歌
  - 沈黙の神拳
- Dr.Tと女たち（マーク）
- ドリフト 神がサーフする場所（ジミー・ケリー〈ゼイヴィア・サミュエル〉）
- バイオハザード: ウェルカム・トゥ・ラクーンシティ（リチャード・エイケン〈チャド・ルック	〉[60]）
- ハプニング
- ボーダー（サイモン・ペレス〈ジョン・レグイザモ〉）
- ホースメン（コーリー〈パトリック・フュジット〉）
- 僕らのバレエ教室（ギテ）
- メイズ・ランナーシリーズ（ミンホ〈キー・ホン・リー〉）
  - メイズ・ランナー
  - メイズ・ランナー2: 砂漠の迷宮
  - メイズ・ランナー: 最期の迷宮
- レッド・スカイ（ブッチ〈キャム・ギガンデット〉）
- レニー・ハーリン コベナント 幻魔降臨（タイラー）
- レモネード・マウス
- ロード・オブ・ザ・リング/王の帰還（シャグラド〈ピーター・テイト〉）

#### ドラマ
- ギルモア・ガールズ
- コールドケース 迷宮事件簿 3#2（ダーク） 5#16 6#1
- しあわせの処方箋（マーカス・リーズ）
- CSI:ニューヨーク（ヘクター）
- 太極英雄（阿乾）
- 朱蒙（モソニン）
- ディフェンダーズ 闘う弁護士
- デッド・ゾーン（トム）
- デッド・ゾーン シーズン5（ジェレミー・トムリン）
- ドールハウス Dollhouse
- ドクター・フー（ブロフ）
- ナース・ジャッキー4（デイブ）
- 裸足の青春（チフン）
- THE FLASH/フラッシュ（クライド・マードン）
- プリズン・ブレイク（“LJ”〈リンカーン・バローズJr.〉）
- プリティ・リトル・ライアーズ（ケイレブ・リバース〈タイラー・ブラックバーン〉）#14（シーズン1） -
- 弁護士イーライのふしぎな日常
- 屋根部屋のネコ（ジュノ）

#### アニメ
- アーサー・クリスマスの大冒険
- ザ・バットマン（ザ・フラッシュ）
- ジェネレーター・レックス（ノア）
- ティーン・タイタンズ（キッド・フラッシュ）
- ボルト

### デジタルコミック
- VOMIC シュガーズ（平島銀二郎）
- Beeマンガ サプリ（2010年、萩原）

### ラジオCD
- 桃のきもち デリシャスCD 桃デリ4 桃栗三年柿八年。
- 近藤隆のももんがあッCD  井上剛の業
- 高橋広樹のモモっとトーークCD 井上剛盤
- ラジオCD「フランシュシュ2号の佐賀がサガであるために From ゾンビランドサガ リベンジ」（2021年）ゲスト[61]

### テレビドラマ
- 激流〜私を憶えていますか?〜（長門悠樹）

### 特撮
- 特命戦隊ゴーバスターズ（2012年、キーロイドの声）

### ナレーション
2012年
- エリザベス女王の60年 国際共同制作（BSプレミアム）

2014年
- 『神撃のバハムート GENESIS』PV
- 決戦の地 ブラジルへ 第2部 監督ザッケローニの戦略（NHK BS1）
- NO FICTION（WOWOWオンライン）

2020年
- 新土曜ドラマ「未満警察」&新日曜ドラマ「美食探偵」見どころSP

### WEBラジオ
- 黒白ラジオ〜執事の秘密の部屋〜（鼠）

### バラエティ
- たけしの本当は怖い家庭の医学（ABC/2004年）
- 帰ってきたHAMASHOスペシャル 〜風俗刑事2〜（日本テレビ）
- スタンフォード白熱教室（NHK教育テレビ）
- ザ!世界仰天ニュース（ボイスオーバー、日本テレビ）
- 日立 世界・ふしぎ発見!（ボイスオーバー）

### CM
- ソニー損保
- チョロQマリオカートWii
- JALカード
- ビール「速達生」（注）中部地方のみ
- ローソン 劇場版 獣電戦隊キョウリュウジャーVSゴーバスターズ」×「映画プリキュア オールスターズ NewStage3」キャンペーン「PUSH篇」「GET篇」
- 日本ユニセフ協会CM「〜つなぐよ子に〜」
- モンスターズユニバーシティ(BD/DVD)
- Honda × くまモン
- LAWSONスタンプラリー
- ペンタトニックス　アルバムCM
- キットカット オトナの甘さ 「待って篇」
- T･ジョイ出雲 10th anniversary編

### 朗読劇
- トライディア「隣人 おとぎ注意報」（牛若丸 / 佐藤牛若〈二日目〉）

## ディスコグラフィ

### キャラクターソング
| 発売日   | 商品名                                                         | 歌                                                                 | 楽曲                                            | 備考                                              |
| 2010年   | 2010年                                                         | 2010年                                                             | 2010年                                          | 2010年                                            |
| -------- | -------------------------------------------------------------- | ------------------------------------------------------------------ | ----------------------------------------------- | ------------------------------------------------- |
| 12月8日  | ヘタリア ドラマCD インターバルvol.2「親分ＣＤ」                | スペイン（井上剛）                                                 | 「La pasión no se detiene〜トマらない情熱〜 」  | アニメ『ヘタリア』関連曲                          |
| 2012年   |                                                                |                                                                    |                                                 |                                                   |
| 2月8日   | TIGER & BUNNY キャラクターソングアルバム「BEST OF HERO」       | スカイハイ（井上剛）                                               | 「Thanks, and thanks again!」                   | テレビアニメ『TIGER & BUNNY』関連曲               |
| 9月26日  | TIGER & BUNNY『HERO RADIO』バラエティCD「Stern Bild Station!」 | 折紙ロックハイ                                                     | 「OK, YOU JO×IN US!!」                          | テレビアニメ『TIGER & BUNNY』関連曲               |
| 9月26日  | 「ヘタリア Axis Powers」まるかいてベスト 限定版                | スペイン（井上剛）                                                 | 「まるかいて地球 スペインver.」                 | アニメ『ヘタリア』関連曲                          |
| 9月26日  | ヘタリア DIGITAL SINGLE THE BEST ぷらす α                      | フランス（小野坂昌也）、スペイン（井上剛）、プロイセン（高坂篤志） | 「ほとばしれ情熱」                              | アニメ『ヘタリア』関連曲                          |
| 2013年   |                                                                |                                                                    |                                                 |                                                   |
| 1月30日  | 「ヘタリア World Series」はたふってベスト                      | スペイン（井上剛）                                                 | 「はたふってパレード スペインver.」             | アニメ『ヘタリア』関連曲                          |
| 4月24日  | TIGER & BUNNY-SINGLE RELAY PROJECT-「CIRCUIT OF HERO」Vol.2    | THE KING & QUEEN                                                   | 「Hurry up QUEEN!」                             | テレビアニメ『TIGER & BUNNY』関連曲               |
| 5月15日  | TIGER & BUNNY-SINGLE RELAY PROJECT-「CIRCUIT OF HERO」Vol.3    | スカイサイクロン                                                   | 「青春Honesty」                                 | テレビアニメ『TIGER & BUNNY』関連曲               |
| 5月15日  | TIGER & BUNNY-SINGLE RELAY PROJECT-「CIRCUIT OF HERO」Vol.3    | スカイハイ（井上剛）                                               | 「I'm "KING OF HERO"」                          | テレビアニメ『TIGER & BUNNY』関連曲               |
| 12月11日 | 誠凛高校ミニアルバム                                           | 土田聡史（井上剛）、小金井慎二（江口拓也）                         | 「エンノシタ☆レギュラー」                       | テレビアニメ『黒子のバスケ』関連曲                |
| 2014年   |                                                                |                                                                    |                                                 |                                                   |
| 8月27日  | TIGER & BUNNY-SINGLE RELAY PROJECT-「CIRCUIT OF HERO」Vol.8    | タイガー&バーナビー in HERO ALL STARS                              | 「オリオンをなぞる -HERO Ver.-」                | テレビアニメ『TIGER & BUNNY』関連曲               |
| 9月24日  | 「ヘタリア The Beautiful World」まわる地球ベスト 限定版        | スペイン（井上剛）、ちびロマーノ（金田アキ）                       | 「まわる地球ロンド スペイン＆ちびロマーノver.」 | Webアニメ『ヘタリア World Series』関連曲          |
| 10月24日 | プリンスPiaキャロット Wキャンペーン特典「Blue Sky」            | 鈴城瞬（島﨑信長）、山内舞人（井上剛）、立花心路（入江玲於奈）     | 「Blue Sky」                                    | ゲーム『プリPia〜プリンスPia♥キャロット〜』主題歌 |
| 2022年   |                                                                |                                                                    |                                                 |                                                   |
| 2月9日   | Pray for the sky 〜GRANBLUE FANTASY〜                          | セルエル（森川智之）、ノイシュ（井上剛）                           | 「Pray for the sky」                            | ゲーム『グランブルーファンタジー』関連曲          |
| 2月9日   | Pray for the sky 〜GRANBLUE FANTASY〜                          | ノイシュ（井上剛）                                                 | 「Pray for the sky」                            | ゲーム『グランブルーファンタジー』関連曲          |